# Expedición 60
Expedición 60 fue la 60ª expedición a la ISS. Comenzó el 25 de junio de 2019. La expedición es comandada por Aleksey Ovchinin, quien se transfirió de la Expedición 59 junto con los ingenieros de vuelo estadounidenses Nick Hague y Christina Koch. A ellos se les unieron Aleksandr Skvortsov, Luca Parmitano y Andrew Morgan, llegando en la nave espacial Soyuz MS-13 el 20 de julio de 2019.

## Personal
| Posición             | Junio-julio de 2019   | Julio-octubre de 2019    |
| -------------------- | --------------------- | ------------------------ |
| Comandante           | Aleksey Ovchinin, RSA | Aleksey Ovchinin, RSA    |
| Ingeniero de vuelo 1 | Nick Hague, NASA      | Nick Hague, NASA         |
| Ingeniero de vuelo 2 | Christina Koch, NASA  | Christina Koch, NASA     |
| Ingeniero de vuelo 3 |                       | Aleksandr Skvortsov, RSA |
| Ingeniero de vuelo 4 |                       | Luca Parmitano, ESA      |
| Ingeniero de vuelo 5 |                       | Andrew R. Morgan, NASA   |